# TWE VT 31
Der Dieseltriebwagen VT31 der Teutoburger Wald-Eisenbahn (TWE) wurden 1935 von der Waggon- und Maschinenbau Görlitz in Görlitz hergestellt. Er war der erste Dieseltriebwagen  der Gesellschaft und etwa 35 Jahre im Einsatz. 1967 wurde er ausgemustert und 1968 verschrottet.

## Geschichte und Einsatz
Der Triebwagen wurde 1935 bei der Teutoburger Wald-Eisenbahn zunächst im Probebetrieb eingesetzt. Es lagen bereits Erfahrungen von anderen Gesellschaften wie der Ahaus-Enscheder Eisenbahn AG und der Bentheimer Eisenbahn vor, die ähnliche Triebwagen einsetzten. Der kleiner Zweiachser bezeichnete Wagen bewährte sich gut, sodass er noch im gleichen Jahr erworben wurde.
Positiv war der gegenüber der Dampftraktion sauberere Betrieb. Einmal pro Woche wurde er einer ganztäglichen Untersuchung unterzogen. Negativ war die etwas geringe Motorleistung. So war er hauptsächlich als Einzelfahrzeug, gelegentlich jedoch mit einem zweiachsigen Personenwagen als Verstärkung eingesetzt. Deshalb blieb er bis Ende des Zweiten Weltkrieges ein Einzelstück und befuhr vornehmlich in verkehrsschwachen Zeiten die Strecke Gütersloh–Hövelhof.
Nach 1945 teilte er sich diese Dienste mit dem TWE VT 51, der nach 1945 auf dieser Strecke Stammtriebwagen geworden war. Von 1958 bis 1961 war der Triebwagen an die Farge-Vegesacker Eisenbahn vermietet. Nach seiner Rückkehr kam er wieder auf seine Stammstrecke, obwohl zahlreiche größere Fahrzeuge wie Esslinger Triebwagen bei der Gesellschaft im Einsatz standen. 1967 wurde der Triebwagen abgestellt und ausgemustert, die Verschrottung erfolgte 1968.

## Konstruktive Merkmale

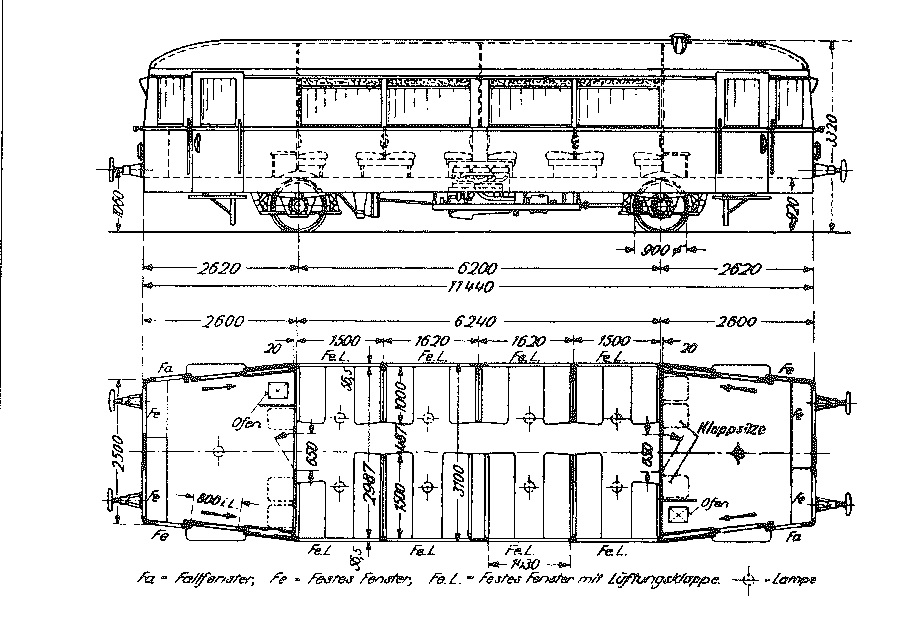
Maßskizze der Triebwagen der WUMAG mit 6,2 Metern Achsstand

Der Triebwagen mit der Fabriknummer 21.461 gehörte zu einer Serie von Fahrzeugen für die Kleinbahnen in Deutschland, von denen die Waggon- und Maschinenbau Görlitz (WUMAG) in Görlitz 1933 die Konstruktion erstellt hatte. Er gehört zur WUMAG-Bauart 2.
Das Untergestell und das Kastengerippe waren in Leichtbauweise in Spantenbauart hergestellt. Sie waren außen mit 1,5 mm starkem Blech verkleidet und bestanden aus elektrisch verschweißten Baustahlprofilen. Konstruiert war das Fahrzeug als Solofahrzeug. Es besaß eine einlösige Bremse der Bauart Knorr, die für einen Beiwagenbetrieb vorgesehen war. Gebremst wurden die Achsen nur einseitig. Gesandet wurde die Antriebsachse. Der Innenraum war in das Fahrgastabteil und die beiden Führerstände eingeteilt. Diese waren durch Trennwände und Drehtüren voneinander getrennt. Der Fußboden bestand aus Kiefernholz, das mit Linoleum belegt war. Über Klappen im Fußboden konnte die Maschinenanlage gewartet werden.
Das Laufwerk des Triebwagen bildeten Scheibenräder mit einem Raddurchmesser von 900 mm, die mit Gleitlagerung nach dem System Peyinghaus oder Rollenlagerung ausgeführt war. Abgefedert wurde der Wagenkasten von dem Laufwerk mit langen, weichen Blattfedern.
Das Fahrzeug hatte einen Achtzylinder-Viertakt-Dieselmotor mit einer Leistung von 145 PS. Die Kraftübertragung erfolgte über das Mylius-Getriebe und ein Achswendegetriebe, das mit einer Drehmomentenstütze versehen war. Motor und Schaltgetriebe waren in einem separaten Rahmen gelagert, der am Hauptrahmen des Fahrzeuges federnd aufgehängt war. Beheizt war das Fahrzeug über eine koksgefeuerte Warmwasserheizung, die das Innere des Wagens bei −20 °C Außentemperatur auf +20 °C beheizen konnte. Die Heizung konnte für die Vorwärmung des Motorkühlwassers auf eine Temperatur von 70 °C verwendet werden.
Auf Fotografien aus den 1960er Jahren ist zu sehen, dass die Beleuchtung mit Inkrafttreten der Spitzensignalverordnung vom 26. Juli 1957 (BGBl. II S. 1268, verkündet am 29. August 1957) auf Dreilicht-Spitzensignal umgebaut wurde. Die Seitenfenster waren als Klappfenster ausgeführt.